# Ramón Guerreiro
Ramón Guerreiro Gómez (Provincia de Lugo, 1912 - 8 de mayo de 1948) fue un político y guerrillero antifranquista español. Miembro de las Juventudes Socialistas de España y más tarde del Partido Comunista en el cual ingresó en el año 1934.

## Biografía
En la primavera de 1936 se encontraba en Córdoba, donde asistió a la fundación en la provincia de las Juventudes Socialistas Unificadas (JSU) de las que fue su secretario provincial. Con el golpe de Estado que dio lugar a la Guerra Civil en el verano de 1936, la ocupación de Córdoba por las fuerzas sublevadas le obligaron a esconderse en casa de Francisco García González, destacado miembro de las JSU. Semanas más tarde, al parecer cruzando el río Guadalquivir a nado, pasó a zona republicana incorporándose al batallón Bautista Garcet. Participó en  el Congreso de la JSU  celebrado en Pozoblanco en septiembre de 1936. Posteriormente fue asignado al Servicio de Inteligencia Militar (SIM), trasladándose al frente de Aragón y, más tarde, a Cataluña, donde el final de la guerra le obligó al exilio en Francia. Durante la Segunda Guerra Mundial se incorporó a los maquis antifranquistas actuando en el interior de la actual Comunidad Valenciana y Aragón, con el nombre de Julio. Miembro de la dirección del Partido Comunista, fue detenido en 1943, consiguiendo escapar de la prisión en Madrid el 14 de marzo de 1944, actuando como guerrillero a partir de ese momento en la zona de la provincia de Ciudad Real, donde fundó la Segunda Agrupación Guerrillera, de corta duración al ser rechazado como comandante de la misma por los maquis socialistas. No obstante, creó otra pequeña unidad que actuó en la misma zona hasta 1948, momento en el que fue detenido en Piedrabuena, para ser más tarde fusilado el 8 de mayo del mismo año en aplicación de la pena de muerte impuesta en rebeldía en 1943 contra la cúpula del Partido Comunista.